# Campeonato Cearense Série B 2016
In 2016 werd het 28ste Campeonato Cearense Série B gespeeld voor voetbalclubs uit de Braziliaanse staat Ceará. De competitie werd georganiseerd door de FCF en werd gespeeld van 20 februari tot 18 augustus. Alto Santo werd kampioen.
Alto Santo trok zich na dit seizoen terug uit de competitie, waardoor derde plaats Ferroviário alsnog nog promoveerde. 

## Eerste fase
| Plaats | Club         | Wed. | W  | G | V  | Saldo | Ptn. |
| ------ | ------------ | ---- | -- | - | -- | ----- | ---- |
| 1.     | Horizonte    | 20   | 14 | 4 | 2  | 39:17 | 46   |
| 2.     | Alto Santo   | 20   | 13 | 5 | 2  | 48:21 | 44   |
| 3.     | Ferroviário  | 20   | 13 | 4 | 3  | 59:22 | 43   |
| 4.     | Floresta     | 20   | 9  | 7 | 4  | 46:23 | 34   |
| 5.     | Iguatu       | 20   | 8  | 4 | 8  | 30:24 | 28   |
| 6.     | Itapajé      | 20   | 8  | 4 | 8  | 32:36 | 28   |
| 7.     | Crato        | 20   | 8  | 3 | 9  | 29:34 | 27   |
| 8.     | Maracanã     | 20   | 7  | 4 | 9  | 29:30 | 25   |
| 9.     | Barbalha     | 20   | 4  | 1 | 15 | 23:49 | 13   |
| 10.    | Nova Russas  | 20   | 2  | 5 | 13 | 18:46 | 11   |
| 11.    | Campo Grande | 20   | 2  | 3 | 15 | 19:70 | 9    |

|  | Geplaatst voor finale |
|  | Degradatie            |

## Finale
|                   |               |       |            |                     |
| 18 augustus 15:30 | Horizonte     | 0 – 0 | Alto Santo | Domingão, Horizonte |
| 18 augustus 15:30 |               |       |            | Domingão, Horizonte |
| 18 augustus 15:30 | Strafschoppen |       |            | Domingão, Horizonte |
| 18 augustus 15:30 | 6 - 7         |       |            | Domingão, Horizonte |

### Kampioen
| Campeonato Cearense de 2016 - Série B |
| Ceará                                 |
| ------------------------------------- |
| ALTO SANTO Kampioen (1° titel)        |